# Adrien Jonathan Rethaan Macaré
Adrien Jonathan Rethaan Macaré (Middelburg, 21 november 1842 - 's-Gravenhage, 29 augustus 1932) was lid van de Tweede Kamer der Staten-Generaal en advocaat-generaal bij de Hoge Raad der Nederlanden.

## Familie
Jhr. mr. A.J. Rethaan Macaré werd geboren als lid van de adellijke familie Rethaan Macaré en was een zoon van Cornelis Anthony Rethaan Macaré (1792-1861) en Florentine Jacobine Martine Ontijd (1812-1887). Hij trouwde in 1870 met Vincentia Louisa van Bynkershoek van der Koog (1846-1930). Uit dit huwelijk werden 1 zoon en 5 dochters geboren.

## Loopbaan
Rethaan Macaré promoveerde aan de Universiteit Utrecht magna cum laude in 1866 op de dissertatie De leer der assignation; Jacobus Anthonie Fruin was zijn promotor. Hij was eerst substituut-officier van justitie in Sneek en Haarlem totdat hij in 1882 tot officier van justitie in die laatste plaats benoemd werd; de laatste functie bekleedde hij tot 1900.
In 1881 werd hij lid van de gemeenteraad van Haarlem; hij bleef dit tot maart 1900. Per 10 november 1896 werd hij lid van de Tweede Kamer (voor de Liberale Unie) waar hij zich onder andere met de eerste sociale wetgeving bezighield. In 1900 werd hij benoemd tot advocaat-generaal bij de Hoge Raad waardoor hij zijn Kamerlidmaatschap moest opgeven; hij bleef die laatste functie behouden tot 1910.

## Nevenfuncties
Naast zijn betaalde functies bekleedde hij vele maatschappelijke, onbetaalde functies. Zo was hij medeoprichter en eerste voorzitter 1899-1923 van de Nederlandsche Bond tot Kinderbescherming.
Daarnaast was hij:
- lid hoofdbestuur Maatschappij tot Nut van 't Algemeen, van 1895 tot 1900
- lid Gemengde commissie voor onderwijsbelangen, omstreeks 1901
- voorzitter Algemeen College van toezicht, bijstand en advies Rijkstucht- en opvoedingswezen, van 1905 tot 1917
- lid delegatie naar de internationale conferentie te Parijs over het tegengaan van verspreiding van ontuchtige geschriften, april 1910
- redacteur "Tijdschrift voor Armenzorg en Kinderbescherming" (later "Tijdschrift voor armwezen"), tot 1924
- voorzitter Raad van Commissarissen Haarlemsche Hypotheekbank
- lid en voorzitter Nederlandsch Genootschap tot zedelijke verbetering van gevangenen

## Onderscheidingen
- Ridder in de Orde van de Nederlandse Leeuw (31 augustus 1898)
- Commandeur in de Orde van Oranje-Nassau (30 augustus 1908)